# لشکاجان سفلی
لشکاجان سفلی، روستایی از توابع بخش مرکزی شهرستان رودسر در استان گیلان ایران است.

## جمعیت
این روستا در ۶ کیلومتری رودسر قرار دارد و براساس سرشماری مرکز آمار ایران در سال ۱۳۸۵، جمعیت آن ۵۷۰ نفر (۱۹۱خانوار) بوده‌است.